# Christoph von Scheurl

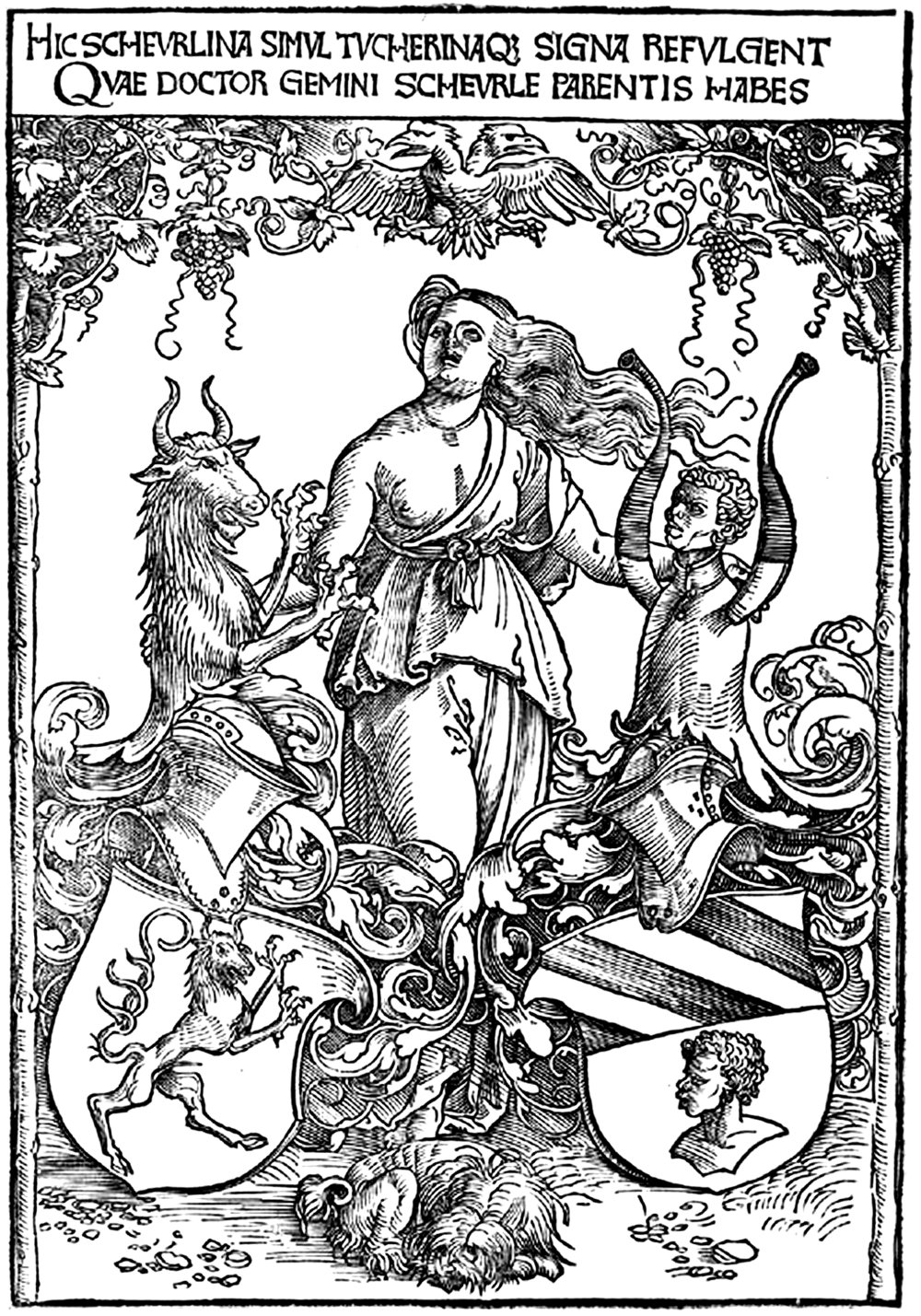
Albrecht Dürer: Armoiries des Scheurl et des Tucher, c. 1512

Christoph von Scheurl (Núremberg, 11 de noviembre de 1481 – Núremberg, 14 de junio de 1542) fue un jurista, diplomático y humanista alemán.
Su padre, un inmigrante de Breslavia, le impartió una educación en casa con profesores particulares y más tarde estudió jurisprudencia en la Universidad de Heidelberg y en la Universidad de Bolonia donde recibió gran influencia del humanismo y donde se doctoró en 1506. 
Gracias a Johann von Staupitz, fue catedrático en la Universidad de Wittenberg y redactó los nuevos estatutos de la Universidad de Bolonia.

## Obras
- De rebus gestis Alberti Ducis Saxioniae
- De Vita Ant. Cressenis
- Tractatus de sacerdorum & ecclesiasticarum rerum praestantia, Leipzig 1511
- Lib. De laudibus Germaniae & Ducum Saxoniae, Leipzig 1508
- Epistolae Ad Charit. Pirckhameram, Nürnberg 1513
- Epistolae Ad Staupitium de statu sive regimine reipubl. Noricae
- Epistolae Ad Petrus Bernstein, 1580